# União das Freguesias de Aveleda e Rio de Onor
Die União das Freguesias de Aveleda e Rio de Onor ist eine portugiesische Gemeinde (Freguesia) im Kreis (Concelho) Bragança, Distrikt Bragança, im Nordosten Portugals.

## Geschichte

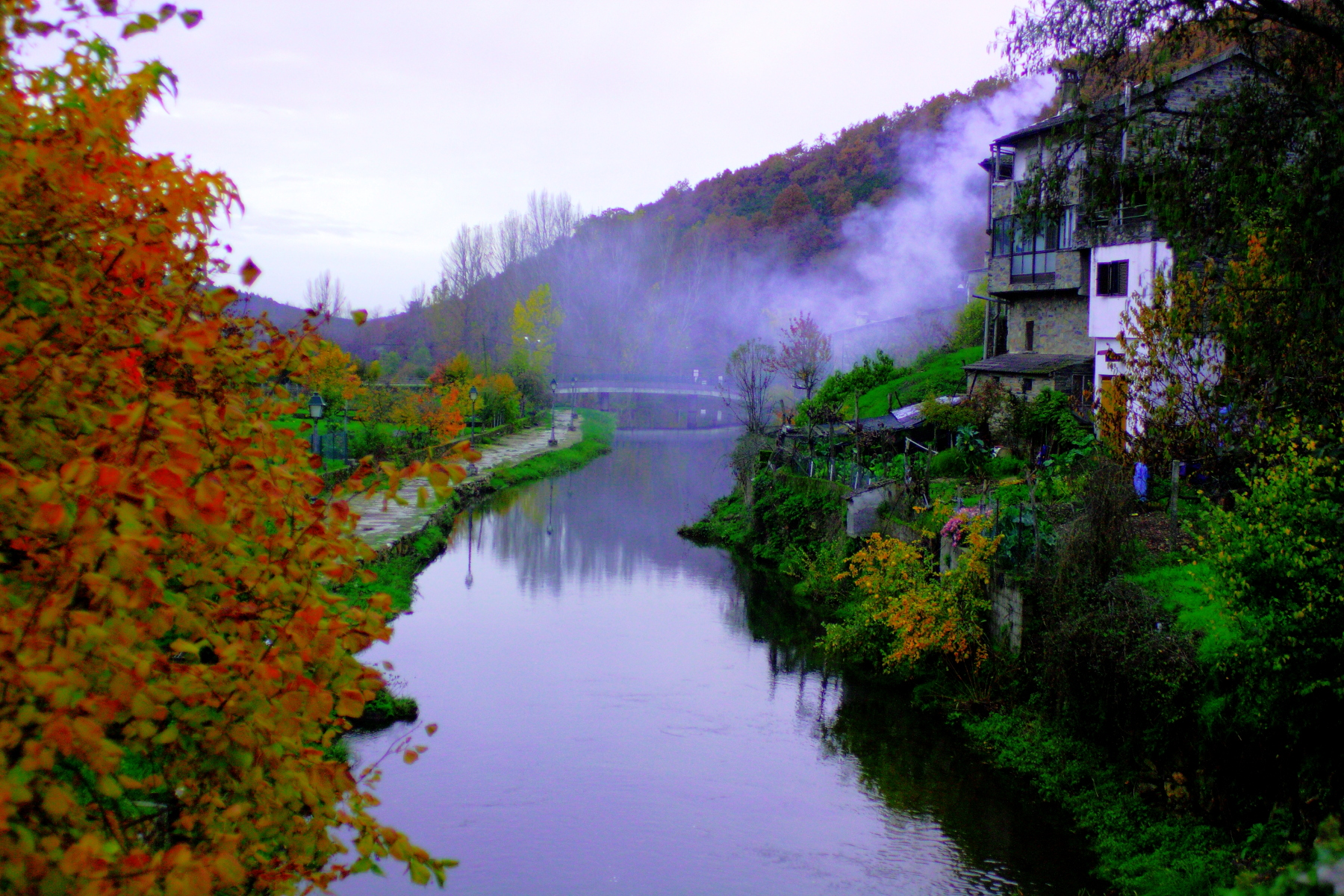
Rio de Onor.

Die Gemeinde entstand im Zuge der Gebietsreform vom 29. September 2013 durch die Zusammenlegung der ehemaligen Gemeinden Aveleda und Rio de Onor.
Aveleda wurde Sitz der neuen Verwaltung.

## Demographie
| Freguesia | Freguesia             | Freguesia | Freguesia       | ehemalige Freguesias | ehemalige Freguesias | ehemalige Freguesias | ehemalige Freguesias |
| --------- | --------------------- | --------- | --------------- | -------------------- | -------------------- | -------------------- | -------------------- |
| Wappen    | Freguesia             | Einwohner | Fläche in (km²) | Wappen               | Freguesia            | Einwohner            | Fläche in (km²)      |
|           | Aveleda e Rio de Onor | 227       | 106,35          |                      | Aveleda              | 198                  | 62,2                 |
|           | Aveleda e Rio de Onor | 227       | 106,35          | Rio de Onor          | 76                   | 44,16                |                      |